# CN Tower

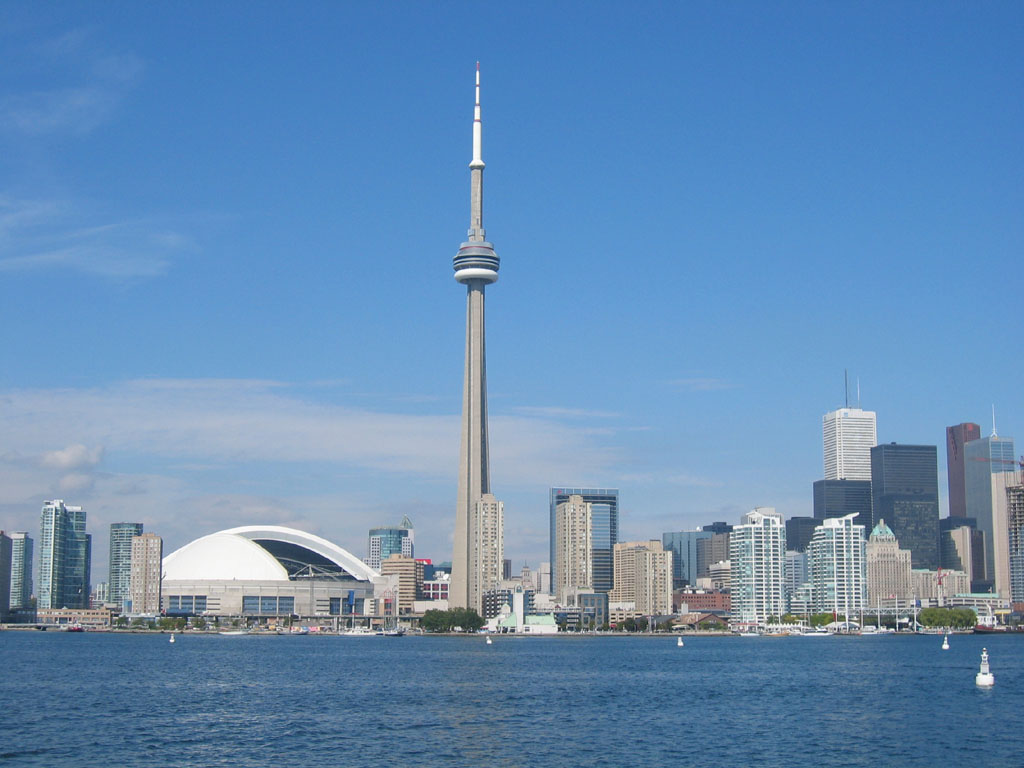
Panoráma s CN Tower

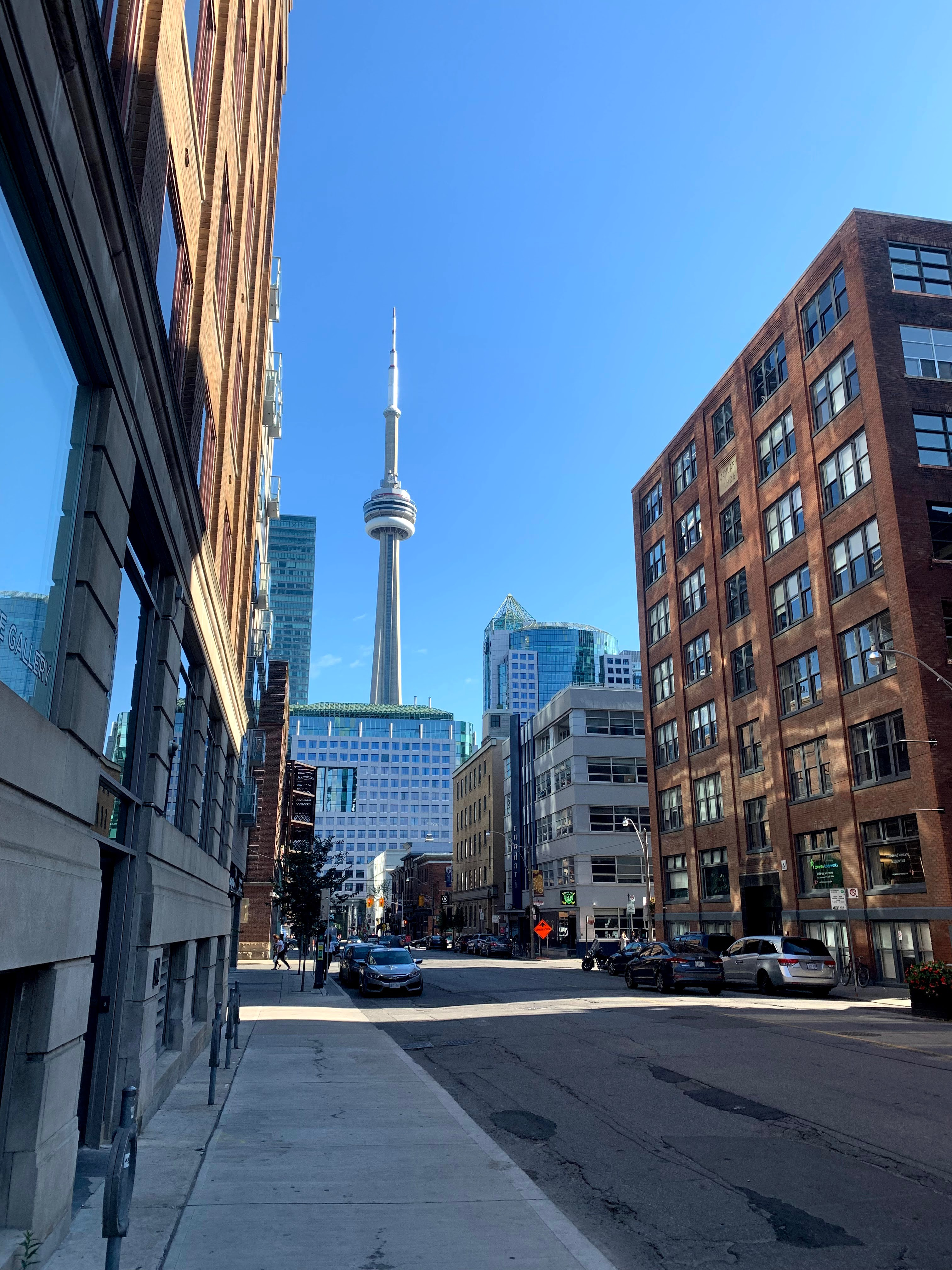
Výhled na CN Tower z Duncan Street.

CN Tower (francouzsky La Tour CN) je telekomunikační a turistická věž v kanadském Torontu, třetí nejvyšší samostatně stojící věž na světě a nejvyšší věž na západní polokouli. Se svou výškou 553,33 metrů byla od svého dokončení v roce 1975 až do roku 2007, kdy ji neoficiálně překonala Burdž Chalífa, nejvyšší volně stojící stavbou s veřejně přístupnou vyhlídkovou plošinou na světě.
CN v názvu původně vyjadřovalo společnost Canadian National, která ji vybudovala. Je vidět na míle daleko. Stojí na břehu jezera Ontario a lze k ní dojet metrem, autobusem nebo autem. Její výstavba stála 63 mil. CAD, v přepočtu 1 miliardu korun. Věž měla původně zlepšit příjem televizního signálu ve městě, který ruší množství mrakodrapů. Dodnes tak funguje jako jeden z nejkvalitnějších televizních signálů v celé Severní Americe. Stala se též vyhledávanou turistickou atrakcí. Každoročně navštíví vyhlídkovou terasu ve výšce 447 m na 2 miliony lidí. Věž je postavena tak, aby vydržela zemětřesení až o síle 8,5 stupně Richterovy škály a vítr o rychlosti až 420 km/h.
Od 1. srpna roku 2011 se návštěvníci mohou nejen podívat na samotný vrchol věže, ale mohou se dokonce i projít po hraně vyhlídky zvenku. Tento adrenalinový zážitek byl nazván EdgeWalk, doslovně by se tedy dal přeložit jako procházka po okraji a nachází se ve výšce 356 metrů nad zemí. Dohromady celý proces trvá hodinu a půl a venkovní procházka nabízí až třicet minut dechberoucího výhledu na celé město Toronto a jezero Ontario. Po absolvování obdržíte certifikát a v ceně jsou také fotografie a video. V roce 2011 se tato adrenalinová zkušenost zapsala do Guinnessovy knihy rekordů jako Nejvyšší venkovní procházka po budově.